# 天津都统衙门
天津都统衙门，全称暂行管理津郡城厢内外地方事务都统衙门，又称天津地区临时政府，是1900年7月30日八国联军在中国天津建立的临时军政府。该临时政府于1902年8月15日结束对天津的临时统治。
　　

## 历史
1900年，八国联军攻陷天津，随后于1900年7月30日成立天津都统衙门，八国联军联军司令部任命俄国人康斯坦丁·沃加克上校、英国人鲍维尔中校和日本人青木宣纯中佐组成三人委员，此三人在当时被称为都统，后来又增设德国、法国和美国代表共三人。天津都统衙门在当时设有八个执行机构和一个直属巡捕队，巡捕队由900名八国联军枪手组成，对当时的天津、静海和宁河等地区实行军事统辖。1900年11月，“暂行管理津郡城厢内外地方事务都统衙门”更名为“天津地区临时政府”，内分总文案、汉文、发审、库务、工程局、卫生局、巡捕和河巡捕等办事机构并将天津地区划分为城北(日本占领)、城南(法国占领)、军粮城(英国占领)和塘沽(德国占领)四个部分。1902年5月，直隶总督袁世凯和各国驻天津都统会商议收回天津都统衙门，得到了各国驻天津都统会的批准；但各统会以清军只能驻扎在距天津20里外的理由，将天津的行政管理权和警察管理权交还给清政府。此后，袁世凯将保定新军三千人改编为巡警派驻天津，并组成天津南北段巡警局。1902年8月15日，清政府正式收回了天津都统衙门。

## 执政
天津都统衙门在1900年7月30日到1902年8月15日这两年的统治期间共召开329次委员会会议和4次特别会议或专门会议，这些会议讨论通过的议案、制定的法规等都以法文收录在《天津临时政府会议纪要》（Procès-verbaux des Séances du Gouvernement provisoire de Tientsin）中。天津都统衙门建立后，首先整顿了当时天津地区的秩序和治安，并采取一些卫生防疫的措施，为八国联军驻扎提供补给和交通的便利；但同时，都统衙门在其发布的第1号告谕中将也明确宣示要“清理地方、保全善良”，即清理清政府和私人放弃的动产和不动产，整理清单并且采取必要的保护措施防止天津本地人发生饥馑。天津都统衙门在统治期间为了防卫的需要，拆除了天津老城的城墙和炮台等，还进行了一些基础设施建设。